# Theodor Kaluza
Theodor Franz Eduard Kaluza (germană: [kaˈluːt͡sa]; n. 9 noiembrie 1885, Göttingen, Imperiul German – d. 19 ianuarie 1954, Göttingen, RFG) a fost un matematician și fizician german cunoscut pentru teoria Kaluza-Klein, care implică ecuații de câmp în spațiu-timp cu cinci dimensiuni. Ideea sa că forțele fundamentale pot fi unificate prin introducerea unor dimensiuni suplimentare a fost uitată și a reapărut mult mai târziu în teoria coardelor.

## Viață
Kaluza s-a născut într-o familie romano-catolică din orașul Ratibor (astăzi Racibórz din Polonia), în provincia prusacă Silezia a Imperiului German. Kaluza însuși s-a născut în Wilhelmsthal (un sat care a fost încorporat în Oppeln (actualul Opole) în 1899). Și-a petrecut tinerețea la Königsberg, unde tatăl său, Max Kaluza, era profesor de limba engleză. A studiat matematica la Universitatea din Königsberg și și-a luat doctoratul cu o teză despre transformările Tschirnhaus. Kaluza a fost în primul rând matematician, dar a început să studieze teoria relativității. În aprilie 1919, Kaluza a observat că atunci când a rezolvat ecuațiile relativității generale ale lui Albert Einstein folosind cinci dimensiuni, atunci ecuațiile maxwelliene ale electromagnetismului au apărut spontan.   Kaluza i-a scris lui Einstein care, la rândul său, l-a încurajat să publice. Teoria lui Kaluza a fost publicată în 1921 într-o lucrare numit „Zum Unitätsproblem der Physik” cu sprijinul lui Einstein în Sitzungsberichte Preußische Akademie der Wissenschaften 966–972 (1921).
Ideea lui Kaluza este amintită ca teoria Kaluza – Klein (numită și după fizicianul Oskar Klein). Cu toate acestea, lucrarea a fost neglijată mulți ani, deoarece atenția a fost îndreptată către fizica cuantică. Ideea sa că forțele fundamentale pot fi explicate prin dimensiuni suplimentare a reapărut mult mai târziu, atunci când a fost dezvoltată teoria coardelor. Totuși, este de remarcat că multe dintre aspectele acestei teorii au fost publicate deja în 1914 de Gunnar Nordström, dar și lucrarea acestuia a trecut neobservată și nu a fost recunoscută când au reapărut ideile.
Restul carierei sale, Kaluza a continuat să vină cu idei despre relativitate și despre modele ale nucleului atomic. În ciuda sprijinului lui Einstein, Kaluza a rămas la un nivel scăzut (Privatdozent) la Königsberg până în 1929 când a fost numit profesor la Universitatea din Kiel. În 1935 a devenit profesor titular la Universitatea din Göttingen, unde a rămas până la moartea sa în 1954. Probabil cea mai bună lucrare a sa de matematică este manualul de matematică Höhere Mathematik für die Praktiker, care a fost scris împreună cu Georg Joos.
Kaluza a fost extraordinar de versatil. A vorbit și a scris în 17 limbi. De asemenea, avea o personalitate neobișnuit de modestă. El a refuzat ideologia nazistă și numirea sa în catedra de la Göttingen a fost posibilă doar cu dificultăți și cu ajutorul colegului său Helmut Hasse. S-au spus povești ciudate despre viața sa privată, de exemplu, că a învățat să înoate la treizeci de ani după ce a citit o carte și a reușit la prima încercare în apă.
Kaluza a avut un fiu (născut în 1910), cu același nume, care a fost, de asemenea, un matematician notabil.